# Jonas Hoff Oftebro
Jonas Hoff Oftebro est un acteur norvégien, né le 7 mai 1996 à Oslo. Il est connu grâce au rôle du fils du géologue dans les films catastrophe The Wave (Bølgen) de Roar Uthaug (2015) et sa suite The Quake (Skjelvet) de John Andreas Andersen (2018).

## Biographie
Jonas Hoff Oftebro est né à Oslo. Il est le fils des acteurs Anette Hoff (no) et Nils Ole Oftebro (no), ainsi que le demi-frère des acteurs Jakob Oftebro et Elisabeth Oftebro.

## Filmographie

### Longs métrages
- 2008 : Max Manus, opération sabotage (Max Manus) de Joachim Rønning et Espen Sandberg (figurant)
- 2009 : Olsenbanden jr. Det sorte gullet d'Arne Lindtner Næss : Kjell Jensen
- 2010 : Olsenbanden jr. Mestertyvens skatt d'Arne Lindtner Næss : Kjell Jensen
- 2015 : The Wave (Bølgen) de Roar Uthaug : Sondre Eikjord
- 2016 : Tordenskjold & Kold de Henrik Ruben Genz : le jeune cadet
- 2016 : Børning 2 de Hallvard Bræin : Charlie
- 2018 : Rock Band (Los Bando) de Christian Lo : Martin Johnsen
- 2018 : The Quake (Skjelvet) de John Andreas Andersen : Sondre Eikjord
- 2019 : The Bird Catcher (The Birdcatcher) de Ross Clarke : Petter
- 2019 : The Birds (Fuglane) d'Anders T. Andersen

### Séries télévisées
- 2007 : SamSam
- 2012 : Erobreren : l'ami de Petters (2 épisodes)
- 2015 : Neste sommer : Herman (2 épisodes)
- 2019 : Helt perfekt : Jonas Oftebro (saison 9, épisode 1 : Frøken Julie)
- 2020 : Ragnarök : Toke (3 épisodes)

## Voix française
En France
- Benjamin Bollen dans The Wave